# Neiva BN-1
Die Neiva BN-1 ist ein Segelflugzeug des brasilianischen Herstellers Indústria Aeronáutica Neiva.

## Geschichte und Konstruktion
Die BN-1 wurde auf Grund einer Anforderung für die brasilianischen Aeroclubs entwickelt und trotz guter Leistungen letztendlich nur viermal gebaut. Das Flugzeug war ein konventionell ausgelegter einsitziger Schulterdecker, dessen Rumpf und Tragflächen aus einem Holzgerüst bestanden. Die Tragflächenvorderkanten und die Oberflächen waren mit Sperrholz beplankt, das restliche Flugzeug mit Stoff bespannt. Das einsitzige geschlossene Cockpit befand sich vor der Tragfläche. Die Maschine verfügte über eine Gleitkufe.

## Technische Daten
| Kenngröße              | Daten               |
| ---------------------- | ------------------- |
| Besatzung              | 1                   |
| Länge                  | 6,90 m              |
| Spannweite             | 16 m                |
| Höhe                   | 1,02 m              |
| Flügelfläche           | 13,47 m²            |
| Flügelstreckung        | 19                  |
| Gleitzahl              | 30 bei 78 km/h      |
| Geringstes Sinken      | 0,6 m/s bei 62 km/h |
| Leermasse              | 180 kg              |
| max. Startmasse        | 270 kg              |
| Mindestgeschwindigkeit | 48 km/h             |
| Höchstgeschwindigkeit  | 220 km/h            |